# Frederik Theodor Kloss
Frederik Theodor Kloss (19. september 1802 i Holsten – 9. juni 1876 i København) var en tysk maler, der var virksom i både Danmark og Tyskland.
I 1842, takket være kong Christian VIII's protektion, var Kloss passager på det danske orlogsskib Thetis (chef: C.C. Zahrtmann) på et togt til Middelhavet. Under et ophold på Malta havde Kloss lejlighed til at dyrke sin kunst. Af Corsaren, 10. maj 1844, ses det at hans maleri med motiv fra Maltas havn blev vist på årets kunstudstilling i København. I 1991 kunne Statens Museum for Kunst bekræfte dette, men man var ude af stand til at oplyse hvor billedet nu fandtes. Men et år eller to senere kom det for en dag at det tilhører Søofficersforeningen og hænger i dennes lokaler på Søkvæsthuset, Christianshavn. Det ret store maleri er dog næppe malet på Malta. Rimeligvis har Kloss på stedet lavet skitser, og så udført sit maleri hjemme på grundlag heraf.

## Ekstern henvisning
- Frederik Theodor Kloss på Kunstindeks Danmark/Weilbachs Kunstnerleksikon
- Frederik Theodor Kloss på gravsted.dk

- Wikimedia Commons har flere filer relateret til Frederik Theodor Kloss